# 가타다촌 (미에현 아노군)
가타다촌(片田村)은 미에현 아노군에 있던 촌이다. 현재의 쓰시 가타다정에 해당한다.

## 역사
- 1889년 4월 1일 - 정촌제 시행에 의해 아노군 가타다촌이 성립하였다.
- 1954년 8월 1일 - 쓰시에 편입해, 동일 가타다촌은 폐지되었다.

## 교통

### 철도
- 아노 철도
  - 가타다 본선

- - 쓰시선

### 도로
- 국도 제163호선

## 참고문헌
- 가도카와 일본 지명 대사전 24 三重県